# Розенфелд
Розенфелд (њем. Rosenfeld) град је у њемачкој савезној држави Баден-Виртемберг. Једно је од 25 општинских средишта округа Цолерналб. Према процјени из 2010. у граду је живјело 6.524 становника. Посједује регионалну шифру (AGS) 8417054.

## Географски и демографски подаци
Розенфелд се налази у савезној држави Баден-Виртемберг у округу Цолерналб. Град се налази на надморској висини од 620 метара. Површина општине износи 51,1 km². У самом граду је, према процјени из 2010. године, живјело 6.524 становника. Просјечна густина становништва износи 128 становника/km².